# Барабан підйомної машини
Бараба́н підйо́мної маши́ни (рос. барабан подъемной машины, англ. hoisting drum, lifting drum, keyed drum, winding drum, нім. Fördertrommel f) — орган намотування підйомних канатів.
Розрізняють барабани підіймальної машини циліндричні та біциліндричні, а також розрізні та нерозрізні.